# Lessingianthus carduoides
Lessingianthus carduoides là một loài thực vật có hoa trong họ Cúc. Loài này được (Baker) H.Rob. mô tả khoa học đầu tiên năm 1988.